# Pozlaćeno srebro
Pozlaćeno srebro, ponekad znano i po francuskom terminu vermeil, čisto je ili sterling srebro prevučeno zlatom. Većina velikih predmeta koji izgledaju kao da su od zlata u stvari su od pozlaćenog srebra; kao primjer uzmimo sportske trofeje i medalje na Olimpijskim igrama od 1912. do danas. Osim što je sam materijal znatno jeftiniji u odnosu na masivno zlato bilo koje čistoće, veliki su predmeti od pozlaćenog srebra i znatno lakši i trajniji (zlato je teže čak i od olova, te se vrlo lako savija i izgrebe). Za objekte sa složenim detaljima poput pokaznica i drugih eklezijastičkih predmeta pozlata ujedno smanjuje potrebu za čišćenjem, jer nepozlaćeni srebrni predmeti vrlo brzo potamne, pa se znatno smanjuje i rizik od oštećenja.

## Tehnike
Predmeti od pozlaćenog srebra izrđivani su putem korištenja različitih načina pozlate, primjerice tehnika pozlate putem uklanjanja manje plemenitih komponenti slitine koristili su Inke te u pretkolumbovskoj Južnoj Americi. Prevlačenje predmeta zlatnom folijom spominje već Homer u Odiseji, dok tkz pozlata u vatri potječe iz 4. stoljeća prije Krista. Spomenuta je korištena do 1840. kada se u Englesoj patentira elektrolitska pozlata, koja se koristi i danas.